# Ceraspis pereirae
Ceraspis pereirae är en skalbaggsart som beskrevs av Frey 1962. Ceraspis pereirae ingår i släktet Ceraspis och familjen Melolonthidae. Inga underarter finns listade i Catalogue of Life.